# Osric (Hwicce)
Osric (auch Osryc, Osricus) war von ca. 676 bis ca. 682 ein angelsächsischer König der Hwicce.

## Leben
John Leland (1506–1552) vertrat die Auffassung Osric wäre möglicherweise der Sohn seines Vorgängers Eanhere mit Osthryth, der Tochter des Königs Oswiu von Bernicia. Diese Theorie wird von modernen Historikern abgelehnt.
Osric und sein Bruder Oswald, der politisch nicht hervortrat, stammten aus einer vornehmen Familie. Er war ein Zeitgenosse von Æthelred von Mercien (674/675–704), dem er Gefolgschaft schuldete. Im Jahr 675 stiftete Osric in Bath Land zur Errichtung eines Nonnenklosters unter der Äbtissin Berta. In den 670er Jahren erhielten die Brüder von Æthelred große Ländereien übertragen. Osric errichtete auf diesem Land 679 die Abtei von St. Peter (Kathedrale von Gloucester) in Gloucester. In dieser Urkunde wurde Osric als Praefectus (Statthalter) und minister (Untergebener) Æthelreds bezeichnet. Offenbar hatte Æthelred ein gutes Verhältnis zu seinem welbylyfod („vielgeliebten“) Osric. Der um 680 gegründete Bischofssitz Worcester wurde von Osric und seinen Nachfolgern großzügig mit Ländereien ausgestattet. Zu Osrics Zeit wirkte Wilfrid, der Bischof von York, in Hwicce.